# برج بنك الصين (هونغ كونغ)
برج بنك الصين (بالإنجليزية: Bank of China Tower)‏ هو ناطحة سحاب تقع وسط هونغ كونغ في طريق الحديقة 1 في جزيرة هونغ كونغ، حيث تضم المقر الرئيسي لبنك صين هونغ كونغ. يعد المبنى أحد أكثر المعالم شهرة في هونغ كونغ، ويتميز بشكله وتصميمه المتميزين، ويتكون من إطارات مثلثة مغطاة بجدران ستائر زجاجية.
تم تصميم المبنى من قبل المهندس المعماري الصيني الأمريكي آي إم بي و إل سي بي عن شركة آي إم بي وشركاه. بارتفاع 315 مترًا يمكن أن يصل إلى 367.4 مترًا بما في ذلك الصواري، يعد المبنى رابع أطول ناطحة سحاب في هونغ كونغ، بعد مركز التجارة الدولية ومركزين ماليين دوليين وسنترال بلازا. كان أطول مبنى في هونغ كونغ وآسيا من عام 1989 إلى عام 1992، كما كان أول ناطحة سحاب شاهقة خارج الولايات المتحدة، وأول ناطحة سحاب تكسر حاجز 305 متر تم تجاوزه من قبل سنترال بلازا في نفس الجزيرة في عام 1992.
بدأ البناء في 18 أبريل 1985 في موقع موراي هاوس السابق، وتم الإنتهاء منه بعد خمس سنوات في عام 1990. يتميز بتصميم عمود فولاذي.

## معرض الصور

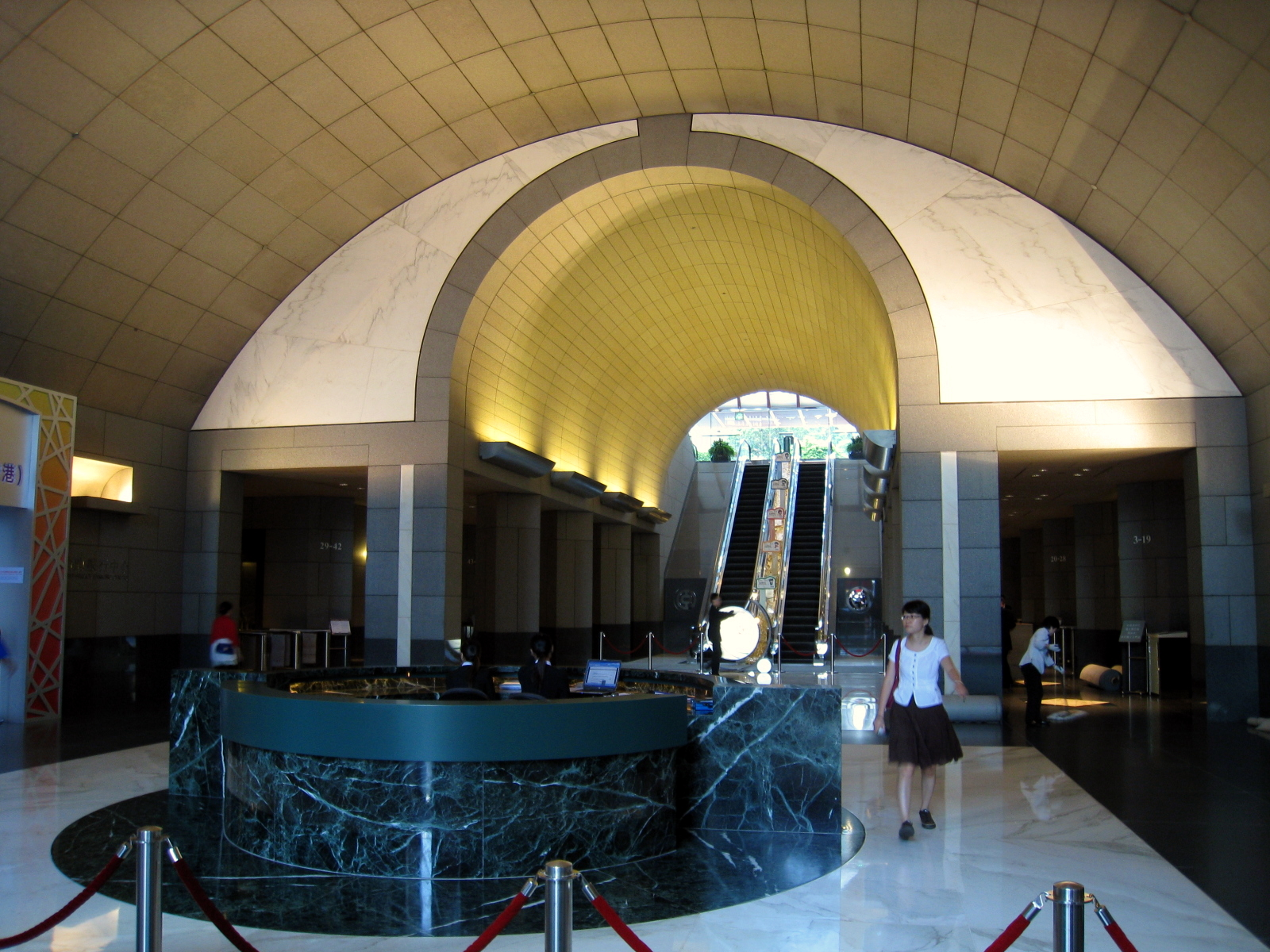
لوبي برج بنك الصين بالدور الارضي
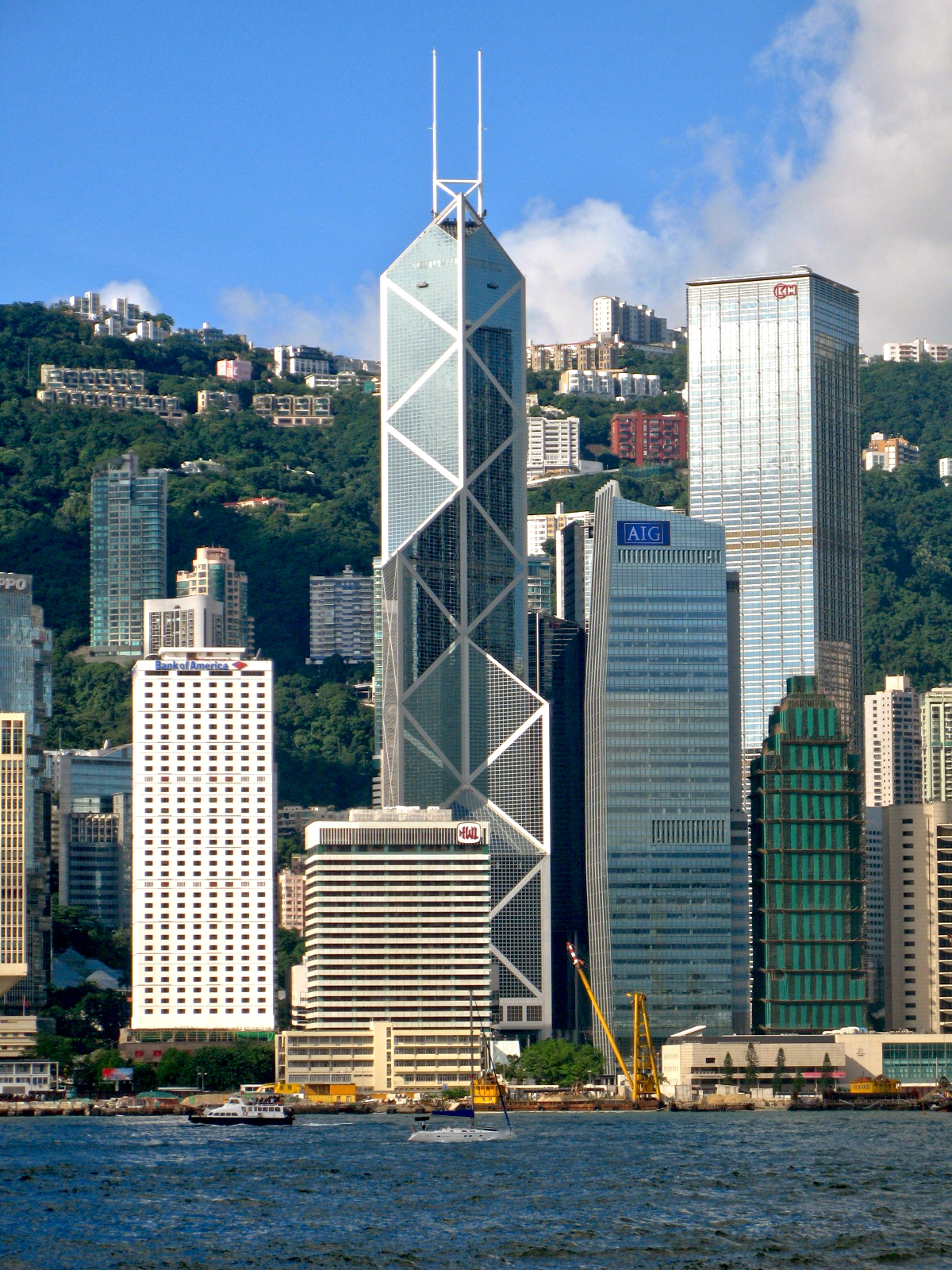
برج بنك الصين في الصباح
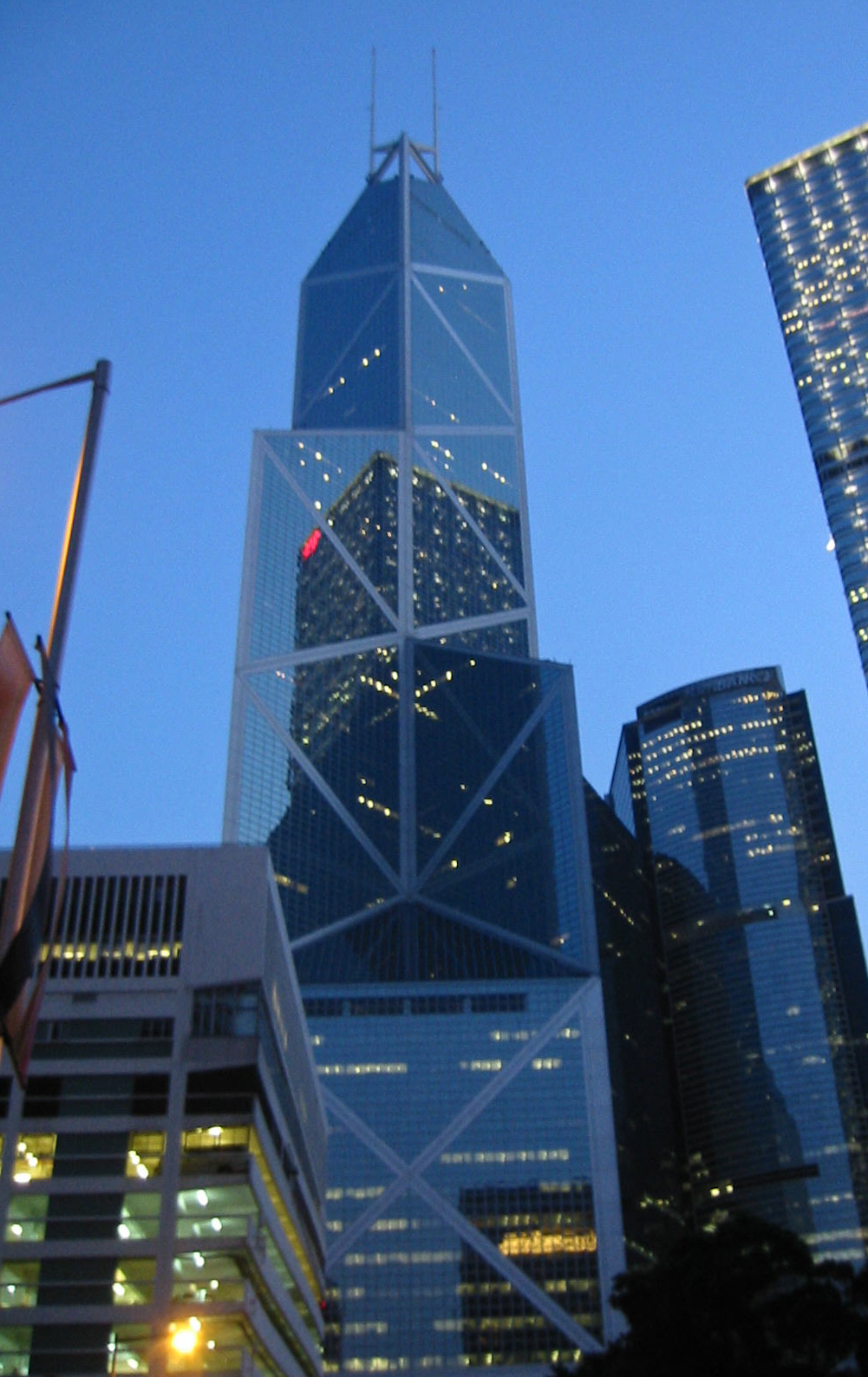
برج بنك الصين في المساء
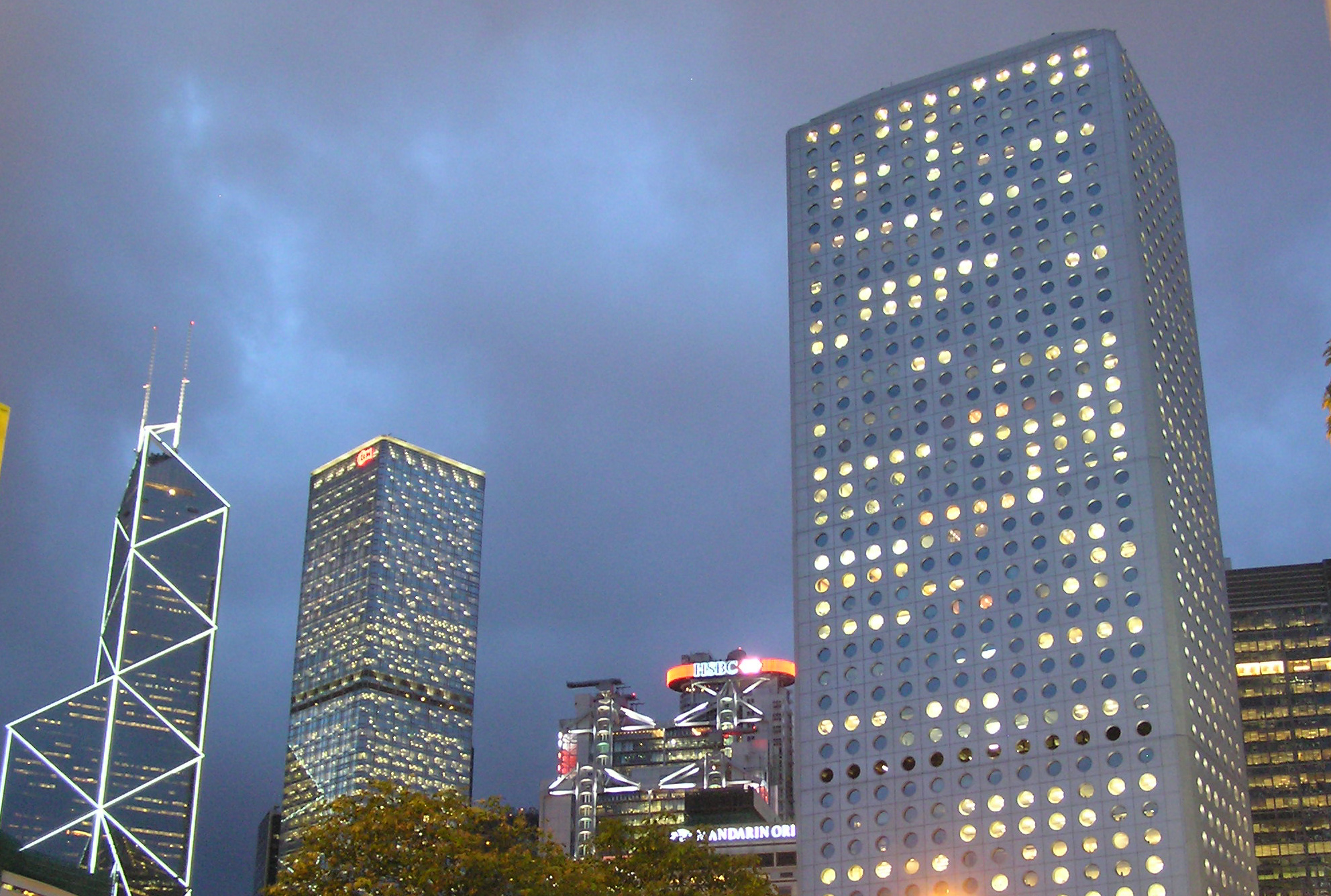
برج بنك الصين مع مجموعة من مباني هونغ كونغ